# Letta Mbulu
Letta Mbulu (sinh ngày 24 tháng 9 năm 1942) là một ca sĩ nhạc jazz người Nam Phi. Letta Mbulu đã bắt đầu sự nghiệp ca hát của mình từ những năm 1960.

## Tiểu sử
Sinh ra và lớn lên ở Soweto, Nam Phi, Letta Mbulu đã hoạt động như một ca sĩ từ những năm 1960. Trong khi vẫn còn là một thiếu niên, cô đã đi lưu diễn với vở nhạc kịch King Kong, nhưng sau đó cô đã rời Nam Phi và đến Hoa Kỳ vào năm 1965 do chế độ phân biệt chủng tộc ở nơi này.
Tại thành phố New York, cô đã kết nối với những người lưu vong đến từ Nam Phi khác như Miriam Makeba, Hugh Masekela và Jonas Gwangwa, và tiếp tục làm việc với Cannonball Adderley, David Axelrod và Harry Belafonte.
Trên phim ảnh và truyền hình, sự nghiệp ca hát của cô được thể hiện trong Roots, The Color Purple (1985), và bộ phim phát hành năm 1973 có tên là A Warm December, và cô là khách mời trong chương trình Soul Train mùa thứ 6. Mbulu cũng phát hành ca khúc tiếng Swahili trong đĩa đơn "Liberian Girl" của Michael Jackson. Nhà sản xuất Quincy Jones đã nói về Letta Mbulu rằng: "Mbulu là người phụ nữ vừa truyền thống nhưng cũng vừa thể hiện được sự tinh tế và ấm áp, khuấy động hy vọng đạt được tình yêu thuần khiết, vẻ đẹp và sự thống nhất trên thế giới."
Letta Mbulu đã kết hôn với nhạc sĩ Caiphus Semenya.

## Sản phẩm âm nhạc
- Letta Mbulu Sings (Capitol năm 1967)
- Free Soul (Capitol, năm1968)
- Letta (Chisa, năm 1970)
- Naturally (Fantasy, năm 1972)
- There's Music in the Air (A&M, năm 1976)
- Letta (A&M, năm 1977)
- Letta Mbulu - Gold (A&M, năm 1978)
- Letta Mbulu - Sweet juju (Morning, năm 1985)
- The Best of Letta & Caiphus (Columbia, năm 1996)
- Greatest Hits (Columbia, năm 1999)
- Letta Mbulu Sings/Free Soul (Stateside, năm 2005)
- Culani Nami (Sony, năm 2007)